# Michaił Kawalou
Michaił Wasiljewicz Kawalou (biał. Міхаіл Васільевіч Кавалёў, ros. Михаил Васильевич Ковалёв, Michaił Wasiljewicz Kowalow ur. 16 sierpnia 1925 we wsi Dubrowica w rejonie klimowickim, zm. 5 lipca 2007 w Mińsku) – radziecki i białoruski polityk, przewodniczący Rady Ministrów Białoruskiej SRR w latach 1986–1990.

## Życiorys
Brał udział w II wojnie światowej, w której był dwukrotnie ranny. 1945-1946 kursant Riazańskiej Szkoły Artylerii, w latach 1946–1948 starszy operator telefoniczny w pułku Moskiewskiego Okręgu Wojskowego, 1954 ukończył Leningradzki Instytut Górniczy. W latach 1954–1966 brygadzista, starszy brygadzista i kierownik działu budowlanego w Soligorsku, 1966-1967 zastępca ministra budownictwa Białoruskiej SRR, 1967–1977 przewodniczący Miejskiego Komitetu Wykonawczego w Mińsku, 1977–1978 I zastępca przewodniczącego Państwowej Komisji Planowania Białoruskiej SRR, 1978–1984 wiceprzewodniczący Rady Ministrów Białoruskiej SRR. Od 10 stycznia 1986 do 7 kwietnia 1990 przewodniczący rady Ministrów Białoruskiej SRR, następnie na emeryturze. 1986–1990 członek KC KPZR, deputowany do Rady Najwyższej ZSRR 11 kadencji.

## Odznaczenia
- Order Lenina (dwukrotnie)
- Order Rewolucji Październikowej
- Order Czerwonego Sztandaru Pracy (dwukrotnie)
- Order Wojny Ojczyźnianej I klasy
- Order Czerwonej Gwiazdy
- Order „Znak Honoru”